# Њу Роудс (Луизијана)
Њу Роудс (енгл. New Roads) град је у америчкој савезној држави Луизијана.

## Демографија
По попису из 2010. године број становника је 4.831, што је 135 (-2,7%) становника мање него 2000. године.
| Група             | 2000.         | 2010.         |
| Белци             | 1.917 (38,6%) | 1.875 (38,8%) |
| Афроамериканци    | 2.946 (59,3%) | 2.833 (58,6%) |
| Азијати           | 39 (0,8%)     | 29 (0,6%)     |
| Хиспаноамериканци | 31 (0,6%)     | 76 (1,6%)     |
| Укупно            | 4.966         | 4.831         |